# 어퍼뉴욕만

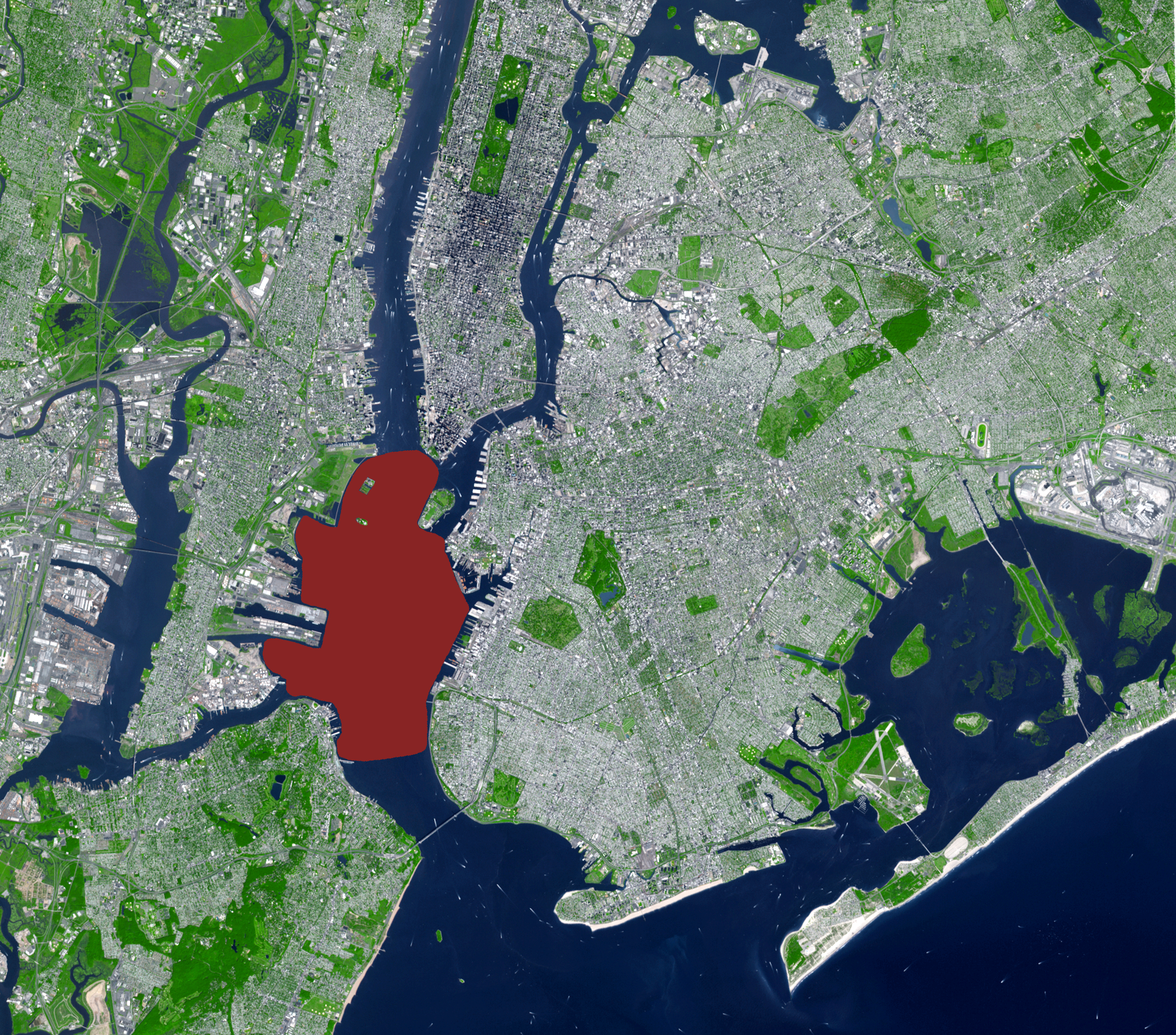
어퍼뉴욕만

어퍼뉴욕만(Upper New York Bay) 또는 어퍼만(Upper Bay)은 뉴욕, 뉴저지 항구의 중심이며, 뉴욕만으로 불리는 경우도 있다. 만은 뉴욕의 맨해튼, 브루클린, 스태튼아일랜드, 저지 시티와 베이온에 의해 둘러싸여있다. 대서양 방향 쪽으로 로어뉴욕만과 연결된다.